# OR6B1
OR6B1 (англ. Olfactory receptor family 6 subfamily B member 1) – білок, який кодується однойменним геном, розташованим у людей на короткому плечі 7-ї хромосоми. Довжина поліпептидного ланцюга білка становить 311 амінокислот, а молекулярна маса — 35 299.
| 10         |  | 20         |  | 30         |  | 40         |  | 50         |
| ---------- |  | ---------- |  | ---------- |  | ---------- |  | ---------- |
| MELENQTRVT |  | KFILVGFPGS |  | LSMRAAMFLI |  | FLVAYILTVA |  | ENVIIILLVL |
| QNRPLHKPMY |  | FFLANLSFLE |  | TWYISVTVPK |  | LLFSFWSVNN |  | SISFTLCMIQ |
| LYFFIALMCT |  | ECVLLAAMAY |  | DRYVAICRPL |  | HYPTIMSHGL |  | CFRLALGSWA |
| IGFGISLAKI |  | YFISCLSFCG |  | PNVINHFFCD |  | ISPVLNLSCT |  | DMSITELVDF |
| ILALVIFLFP |  | LFITVLSYGC |  | ILATILCMPT |  | GKQKAFSTCA |  | SHLVVVTIFY |
| SAIIFMYARP |  | RVIHAFNMNK |  | IISIFYAIVT |  | PSLNPFIYCL |  | RNREVKEALK |
| KLAYCQASRS |  | D          |  |            |  |            |  |            |

A: Аланін

C: Цистеїн

D: Аспарагінова кислота

E: Глутамінова кислота

F: Фенілаланін

G: Гліцин

H: Гістидин

I: Ізолейцин

K: Лізин

L: Лейцин

M: Метіонін

N: Аспарагін

P: Пролін

Q: Глутамін

R: Аргінін

S: Серин

T: Треонін

V: Валін

W: Триптофан

Кодований геном білок за функціями належить до рецепторів, g-білокспряжених рецепторів, білків внутрішньоклітинного сигналінгу. 
Локалізований у клітинній мембрані, мембрані.